# Lovelyz
Lovelyz (tiếng Hàn: 러블리즈) là một nhóm nhạc nữ Hàn Quốc được thành lập vào năm 2014 bởi Woollim Entertainment và là nhóm nhạc nữ đầu tiên của công ty. Nhóm bao gồm 8 thành viên: Baby Soul, Jiae, Jisoo, Mijoo, Kei, Jin, Sujeong và Yein. Album đầu tay của nhóm, Girls' Invasion, được phát hành vào ngày 17 tháng 11 năm 2014.
Vào ngày 1 tháng 11 năm 2021, Woollim thông báo nhóm sẽ tan rã vào ngày 16 tháng 11 sau khi tất cả các thành viên, ngoại trừ Baby Soul, quyết định không gia hạn hợp đồng.

## Lịch sử hoạt động

### Trước khi ra mắt
Thành viên Baby Soul xuất hiện lần đầu vào năm 2011 với bài hát "Crying" của Infinite H nằm trong album của Infinite, Over The Top. Vào tháng 11 năm 2011, cô xuất hiện lần đầu như một nữ nghệ sĩ solo và phát hành single đầu tay "No Better than Strangers" kết hợp cùng Wheesung. .Tháng 1 năm 2012, Baby Soul live lần đầu tiên trong Second Invasion Concert của Infinite. Cô biểu diễn bài hát "Crying" cùng Infinite H. Sau đó, Baby Soul cùng thực tập sinh của Woollim Entertainment Yoo Jia phát hành single "She's A Flirt" cùng với Dong Woo của Infinite. Tháng 7 năm 2012, cô biểu diễn cùng SungGyu và Dong Woo của Infinite trên Immortal Songs 2 với ca khúc "Woman On The Beach". Năm 2013, Baby Soul xuất hiện trong bài hát Infinite H tựa đề "Fly High".
Trong năm 2010, thành viên Ji Ae đã xuất hiện trước khi ra mắt trong chương trình thực tế của Infinite "Infinite! You're My Oppa" . Cô xuất hiện chính thức lần đầu vào năm 2013 với Digital single "Delight" kết hợp cùng  Baro của B1A4 trong MV.
Thành viên Jin xuất hiện lần đầu vào tháng 11 năm 2013 bằng bài hát "Gone" với sự xuất hiện của Xiumin của EXO và nữ diễn viên Kim Yoo Jung trong MV. Jin lần đầu xuất hiện trong Concert 2014 của Infinite: That Summer 2. Cô đã biểu diễn bài hát "Life Goes On" với Infinite H.
Vào ngày 27 tháng 12 năm 2013, Baby Soul, Jiae, Jisoo, Mijoo, Kei, Jin và Sujeong đã xuất hiện tại KBS Gayo Daejun 2013. Họ là những nữ vũ công trong phần trình diễn "Man in Love" của Infinite.
Thành viên Mijoo xuất hiện lần đầu tháng 5 năm 2014. Cô được chọn làm nữ diễn viên chính trong MV "Last Romeo" của Infinite.
Thành viên Jisoo cũng tưng xuất hiện trong MV " Last Romeo " của Infinite

### 2014: Ra mắt vớiGirls' invasion
Ngày 3 tháng 11 năm 2014, Woollim Entertainment đã công bố sự ra mắt của nhóm nhạc nữ mới Lovelyz thông qua các teaser. Sau khi vừa thông báo, thành viên Ji Soo đã trở thành mục tiêu của những tin đồn vô căn cứ buộc tội cô lợi dụng tình dục bạn gái cũ và đăng tải những bức ảnh khỏa thân của người yêu mà không được sự đồng ý.  Kết quả là, cô buộc phải rút khỏi các hoạt động của nhóm và được nhận vào bệnh viện để điều trị y tế cho các cú sốc về tâm lý. Jisoo cùng công ty của cô sau này đã nộp bằng chứng tại Sở Cảnh sát Seoul Mapo. Vào ngày 20 tháng 11, Jisoo đã được xuất viện và đến sống cùng cha mẹ. Sau này Cảnh sát đã xác định được người đã lan truyền những tin đồn, và người này đã được gửi đến bên công tố vào ngày 20 Tháng Một 2015.

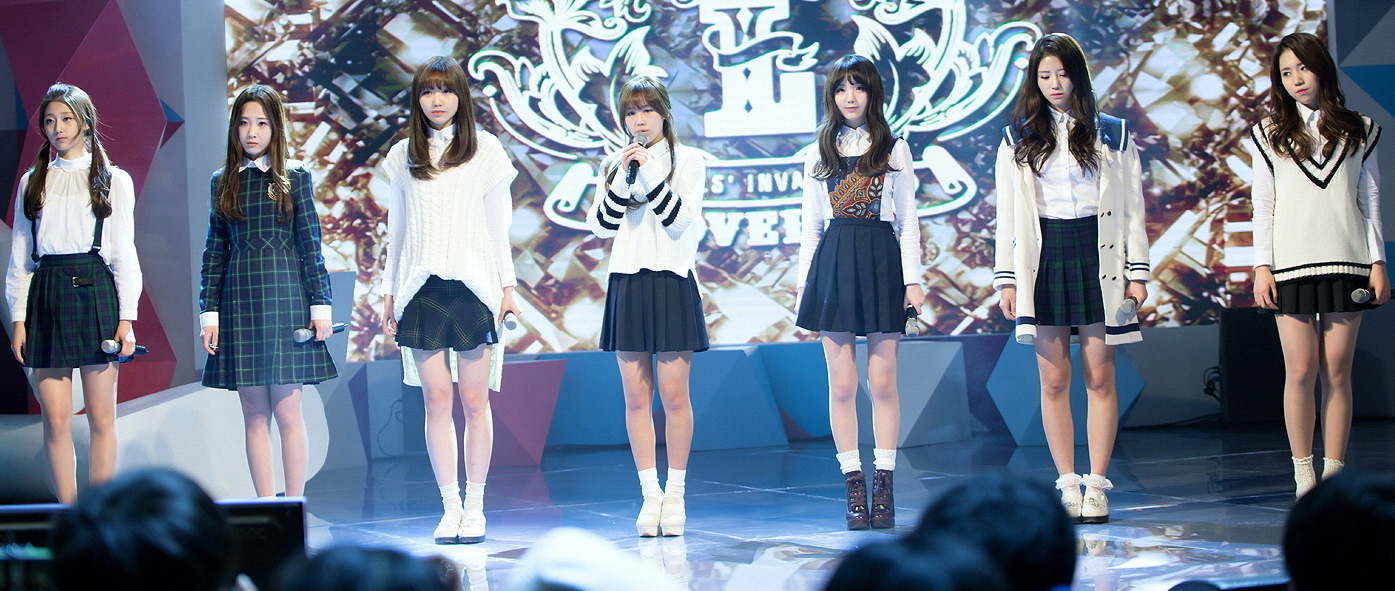
Lovelyz tại SBS Gayo Daejun vào năm 2015.

Ngày 10 tháng 11, Lovelyz đã phát hành MV bài hát "Good Night Like Yesterday". Showcase debut của họ diễn ra vào ngày 12 tháng 11 tại K-ART Hall ở Olympic Park, và ra mắt ngay trên sân khấu ngày hôm sau trên M! Countdown. Album đầu tay của Lovelyz, Girls 'Invasion , và một MV cho đĩa đơn đầu tiên, "Candy Jelly Love", đã được phát hành vào ngày 17 cùng tháng.

### 2015:Hi~,Lovelyz8vàLovelinus
Ngày 11 Tháng Hai 2015, Woollim Entertainment thông báo rằng Seo Ji Soo sẽ không tham gia vào đợt quảng bá sắp tới của Lovelyz, vì cảnh sát tạm thời vẫn đang điều tra trường hợp của cô. Album repackage của Hi~ đã được phát hành vào ngày 3 tháng 3 với một ca khúc chủ đề "Hi ~". MV cho "안녕 (Hi ~)" cũng được phát hành trên kênh Woollim Entertainment của YouTube vào ngày 2 tháng 3 năm 2015.
Ngày 27 tháng 8 năm 2015, Lovelyz trở lại với 8 thành viên và album mới mang tên "Lovelyz8" cùng ca khúc chủ đề "Ah-choo".
Ngày 24 tháng 11 năm 2015, Lovelyz trở lại với single album đầu tiên của mình mang tên "Lovelinus". Ngày 6 tháng 12, ca khúc chủ đề của single album "Lovelinus" mang tên "For You" chính thức ra mắt, kèm theo video âm nhạc của bài này.

### 2016–2017:A new Trilogy,concert đầu tiên,R U ReadyvàFall in Lovelyz

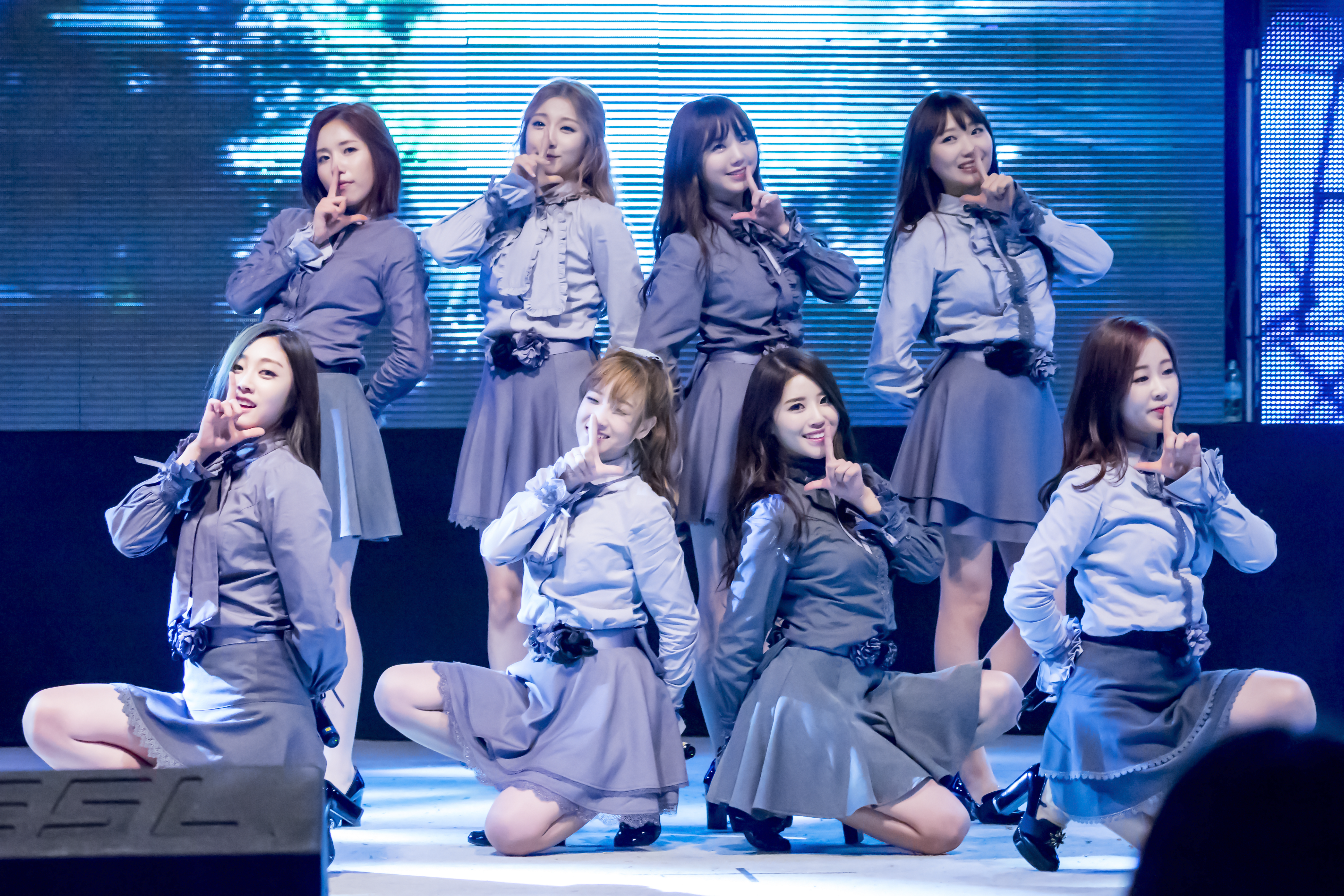
Lovelyz tại Joongbu University Festival vào tháng 5 năm 2016.

Ngày 4 tháng 4 năm 2016, Woollim Entertainment tung teaser cho mini album thứ hai của Lovelyz, 'A New Trilogy'. Ablbum gồm 7 ca khúc, bao gồm bài hát chủ đề 'Destiny', được tung ra cùng với MV chính thức vào ngày 25 tháng 4. Ngày 28 tháng 4, Lovelyz có sân khấu trở lại trên M-Countdown.
Tháng 11 năm 2016, Lovelyz thông báo rằng họ sẽ tổ chức solo concert đầu tiên từ khi ra mắt "Lovelyz in Winterland" tại Bluesquare Samsung Card Hall từ ngày 13 đến ngày 15 tháng 1 năm 2017. Tại concert, Lovelyz thông báo rằng họ đang chuẩn bị cho màn comeback vào tháng 2.
Woollim Entertainment thông báo rằng Lovelyz đang chuẩn bị phát hành album phòng thu thứ hai vào ngày 21 tháng 2. Vào ngày 21 tháng 2, các phóng viên thông báo rằng Heechul (Super Junior) và Yoonsang là MC cho showcase comback của nhóm. Ngày 26 tháng 2 năm 2017, Lovelyz phát hành album thứ hai của họ tên "R U Ready?" với ca khúc chủ đề "Wow" được đăng tải trên kênh Youtube chình thức của Woollim.
Ngày 2 tháng 5 năm 2017, Lovelyz trở lại với album repackage thứ hai của album "R U Ready?" với ca khúc chủ đề "Now, We". Lovelyz có sân khấu trở lại đầu tiên trên Show Music Core vào ngày 6 tháng 5 năm 2017.
Ngày 16 tháng 5 năm 2017, Lovelyz được giải thưởng đầu tiên trong chương trình âm nhạc The Show với ca khúc "Now, We" sau gần 3 năm ra mắt
Ngày 14 tháng 11 năm 2017, Lovelyz comeback với EP Fall in Lovelyz với lead single là "Twinkle", và dành được chiến thắng vào 28 tháng 11 trên "The show".

### 2018–2019:Heal,Sanctuary,Once upon on time,Unforgettable
Lovelyz đã tổ chức buổi hòa nhạc solo thứ ba của họ, Lovelyz in Winterland 2, tại Blue Square Samsung Card Hall từ ngày 2 đến ngày 4 tháng 2 năm 2018. Buổi hòa nhạc cũng được tổ chức tại Tokyo và Osaka lần lượt vào ngày 10 tháng 2 và ngày 12 tháng 2.
Vào ngày 10 tháng 4, Woollim Entertainment thông báo rằng Lovelyz sẽ phát hành EP thứ tư của họ có tựa đề Heal vào ngày 23 tháng 4. EP bao gồm sáu bài hát, bao gồm cả lead single "That Day", do Sweetune sáng tác. Lovelyz đã tổ chức buổi showcase trở lại của họ tại Blue Square iMarket Hall tại ngày phát hành album và được phát trực tiếp thông qua ứng dụng Naver V-Live . Lovelyz đã giành được chiến thắng đầu tiên cho "That Day" trên The Show vào ngày 1 tháng 5.
Vào tháng 6 năm 2018, Lovelyz đã phát hành đĩa đơn kỹ thuật số đặc biệt " Wag-Zak ". Jin đã không tham gia các hoạt động quảng bá vì vấn đề sức khỏe. Lovelyz biểu diễn "Wag-Zak" lần đầu tiên tại M Countdown của Mnet vào ngày 28 tháng 6, tiếp theo là quảng bá trong các chương trình âm nhạc khác nhau trong một tuần. Đĩa đơn kỹ thuật số "Wag-Zak" của họ, với một video âm nhạc, đã chính thức phát hành vào ngày 1 tháng 7, đánh dấu lần phát hành đầu tiên vào mùa hè của nhóm.
Lovelyz đã phát hành album tổng hợp đầu tiên của họ, Muse on Music, vào ngày 11 tháng 9. Album chứa phiên bản hòa tấu của 33 bài hát được chọn từ tám đĩa hát đã phát hành của họ.
Lovelyz phát hành EP thứ 5 Sanctuary, với đĩa đơn chủ đạo là "Lost N Found", vào ngày 26 tháng 11 năm 2018. Vào tháng 1 năm 2019, họ đã quảng bá đĩa đơn "Rewind" như là đĩa đơn tiếp theo của EP Sanctuary.
Vào ngày 20 tháng 5 năm 2019, họ phát hành EP thứ 6 Once Upon a Time với đĩa đơn chủ đạo là "Beautiful Days". Vào tháng 8 năm 2019, nhóm tham gia với tư cách là thí sinh của chương trình truyền hình thực tế Queendom.

### 2020–2021:Unforgettablevà tan rã
Lovelyz đã phát hành EP thứ 7 Unforgettable vào ngày 1 tháng 9 năm 2020, cùng bài hát chủ đề "Obliviate". Nhóm giành được chiến thắng đầu tiên cho "Obliviate" vào ngày 8 tháng 9 tại The Show. 
Vào ngày 1 tháng 11 năm 2021, Woollim Entertainment thông báo rằng nhóm sẽ tan rã sau khi hợp đồng của các thành viên kết thúc vào ngày 16 tháng 11. Trong số các thành viên, chỉ có Baby Soul tái ký hợp đồng với công ty, trong khi các thành viên còn lại không tái ký.

## Thành viên
| Nghệ danh  | Nghệ danh   | Tên thật      | Tên thật | Tên thật | Tên thật        | Ngày sinh         |
| Latinh hóa | Hangul      | Latinh hóa    | Hangul   | Hanja    | Việt hóa        | Ngày sinh         |
| ---------- | ----------- | ------------- | -------- | -------- | --------------- | ----------------- |
| Baby Soul  | 베이비 소울 | Lee Sujeong   | 이수정   | 李秀晶   | Lý Tú Trinh     | 6 tháng 7, 1992   |
| Jiae       | 지애        | Yoo Jiae      | 유지애   | 劉智愛   | Du Trí Ái       | 21 tháng 5, 1993  |
| Jisoo      | 지수        | Seo Jisoo     | 서지수   | 徐智秀   | Từ Trí Tú       | 11 tháng 2, 1994  |
| Mijoo      | 미주        | Lee Seungah   | 이승아   | 李升雅   | Lý Thừa Nga     | 23 tháng 9, 1994  |
| Kei        | 케이        | Kim Jiyeon    | 김지연   | 金志姸   | Kim Trí Nghiên  | 20 tháng 3, 1995  |
| Jin        | 진          | Park Myungeun | 박명은   | 朴明恩   | Phác Minh Ân    | 12 tháng 6, 1996  |
| Sujeong    | 수정        | Ryu Sujeong   | 류수정   | 柳洙正   | Liễu Tú Trinh   | 19 tháng 11, 1997 |
| Yein       | 예인        | Jung Yein     | 정예인   | 鄭叡仁   | Trịnh Nghệ Nhân | 4 tháng 6, 1998   |

## Danh sách đĩa nhạc

### Album

#### Album phòng thu
| Tiêu đề | Album chi tiết | Vị trí cao nhất | Doanh thu     |
| Tiêu đề | Album chi tiết | KOR             | Doanh thu     |
| --- | --- | --------------- | ------------- |
| Girls 'Invasion | - Phiên bản thường - Phát hành: ngày 17 tháng 11 năm 2014 - Label: Woollim Entertainment, Loen Entertainment - Định dạng: CD, tải kỹ thuật số          | 7               | - KOR: 9,882+ |
| Girls 'Invasion | - Hi~ (Repackage Edition) - Phát hành: ngày 03 tháng 3 năm 2015 - Hãng đĩa: Woollim Entertainment, Loen Entertainment - Định dạng: CD, tải kỹ thuật số | 4               | - KOR: 16,079 |
| R U Ready? | - Phiên bản thường - Phát hành: ngày 27 tháng 2 năm 2017 - Hãng đĩa: Woollim Entertainment, CJ E&M Music - Định dạng: CD, tải kỹ thuật số              | 8               | KOR: 44,874   |
| - “Now, We” (Repackage Edition) - Phát hành: ngày 4 tháng 5 năm 2017 - Hãng đĩa: Woollim Entertainment, CJ E&M Music - Định dạng: CD, tải kỹ thuật số | 9 | KOR: 24,862     |               |

### EP
| Tiêu đề         | Album chi tiết | Vị trí cao nhất | Doanh thu          |
| Tiêu đề         | Album chi tiết | KOR             | Doanh thu          |
| --------------- | --- | --------------- | ------------------ |
| Lovelyz8        | - Phát hành: ngày 30 tháng 9 năm 2015 - Hãng đĩa: Woollim Entertainment, LOEN Entertainment - Định dạng: CD, tải kỹ thuật số  | 2               | - KOR: 22,298      |
| A New Trilogy   | - Phát hành: ngày 25 tháng 4 năm 2016 - Hãng đĩa: Woollim Entertainment, LOEN Entertainment - Định dạng: CD, tải kỹ thuật sỗ  | 5               | - KOR: 28,895      |
| Fall In Lovelyz | - Phát hành: ngày 14 tháng 11 năm 2017 - Hãng đĩa: Woollim Entertainment, LOEN Entertainment - Định dạng: CD, tải kỹ thuật sỗ | 10              | KOR: 40,008 </ref> |
| Heal            | - Phát hành: ngày 23 tháng 4 năm 2018 - Hãng đĩa: Woollim Entertainment, LOEN Entertainment - Định dạng: CD, tải kỹ thuật sỗ  | 12              | KOR: 41,691        |

### Album đĩa đơn
| Tiêu đề   | Album chi tiết | Vị trí cao nhất | Doanh số      |
| Tiêu đề   | Album chi tiết | KOR             | Doanh số      |
| --------- | --- | --------------- | ------------- |
| Lovelinus | - Phát hành: ngày 7 tháng 12 năm 2015 - Hãng đĩa: Woollim Entertainment, LOEN Entertainment - Định dạng: CD, tải kỹ thuật số | 7               | - KOR: 14,930 |

### Đĩa đơn
| Tiêu đề               | Năm  | Vị trí cao nhất | Bán hàng          | Album           |
| Tiêu đề               | Năm  | KOR             | Bán hàng          | Album           |
| --------------------- | ---- | --------------- | ----------------- | --------------- |
| "Candy Jelly Love"    | 2014 | 48              | - KOR: 81,979     | Girls' Invasion |
| "Hi~" (안녕)          | 2015 | 23              | - KOR: 406,093    | Hi~             |
| "Ah-Choo"             | 2015 | 28              | - KOR: 1,042,121+ | Lovelyz8        |
| "For You" (그대에게)  | 2015 | 33              | - KOR: 158,103    | Lovelinus       |
| "Destiny" (나의 지구) | 2016 | 7               | - KOR: 270,911    | A New Trilogy   |
| "WoW!"                | 2017 | TBA             | TBA               | R U Ready?      |

### Bài hát khác
| Tiêu đề                                         | Năm  | Vị trí cao nhất | Doanh thu     | Album           |
| Tiêu đề                                         | Năm  | KOR             | Doanh thu     | Album           |
| ----------------------------------------------- | ---- | --------------- | ------------- | --------------- |
| "Good Night Like Yesterday" (어제처럼 굿나잇)   | 2014 | 40              | - KOR: 53,759 | Girls' Invasion |
| "Amusement Park" (놀이공원)                     | 2015 | 114             | - KOR: 20,231 | Hi~             |
| "Shooting Star" (작별하나)                      | 2015 | 34              | - KOR: 70,309 | Lovelyz8        |
| "How To Be A Pretty Girl" (예쁜 여자가 되는 법) | 2015 | 216             | - KOR: 11,249 | Lovelyz8        |
| "Sweet and Sour" (새콤달콤)                     | 2015 | 219             | - KOR: 10,453 | Lovelyz8        |
| "Hug Me"                                        | 2015 | 220             | - KOR: 10,007 | Lovelyz8        |
| "Rapunzel" (라푼젤)                             | 2015 | 253             | - KOR: 9,524  | Lovelyz8        |
| "Circle"                                        | 2015 | 172             | - KOR: 13,935 | Lovelinus       |
| "Bebe"                                          | 2015 | 187             | - KOR: 12,758 | Lovelinus       |
| "Bookmark" (책갈피)                             | 2016 | 146             | - KOR: 19,913 | A New Trilogy   |
| "Dear You" (마음 (*취급주의))                   | 2016 | 147             | - KOR: 18,950 | A New Trilogy   |
| "Baby Doll" (인형)                              | 2016 | 161             | - KOR: 17,726 | A New Trilogy   |
| "Fondant" (퐁당)                                | 2016 | 162             | - KOR: 17,921 | A New Trilogy   |
| "1cm"                                           | 2016 | 173             | - KOR: 16,754 | A New Trilogy   |

### Các đĩa nhạc hợp tác và solo
| Tiêu đề                                                                                 | Năm  | Vị trí cao nhất | Album                    | Nghệ sĩ                               |
| Tiêu đề                                                                                 | Năm  | KOR             | Album                    | Nghệ sĩ                               |
| --------------------------------------------------------------------------------------- | ---- | --------------- | ------------------------ | ------------------------------------- |
| "Crying"                                                                                | 2011 | —               | Over The Top             | Baby Soul với Infinite H              |
| "Stranger" (남보다 못한 사이)                                                           | 2011 | 27              | Girls' Invasion          | Baby Soul với Wheesung                |
| "She Is A Flirt" (그녀는 바람둥이야)                                                    | 2012 | 28              | Girls' Invasion          | Baby Soul với Kei và Dongwoo          |
| "Fly High"                                                                              | 2013 | 50              | Fly High                 | Baby Soul với Infinite H              |
| "Delight"                                                                               | 2013 | 58              | Girls' Invasion          | Jiae                                  |
| "Gone" (너만 없다)                                                                      | 2013 | 36              | Girls' Invasion          | JIN                                   |
| "Bump" (부딪쳐)                                                                         | 2015 | 27              | Fly Again                | Sujeong và Infinite H                 |
| "Love is Like That" (사랑은 그렇게)                                                     | 2015 | —               | Oh My Venus OST          | Kei                                   |
| "Shooting" (찌릿찌릿)                                                                   | 2016 | —               | Lucky Romance OST        | Kei                                   |
| "The Beginning Of Love" (시작의 여름)                                                   | 2016 | —               | -                        | Sujeong và Youngjun (Brown Eyed Soul) |
| "Sunny Day" (매일맑음)                                                                  | 2016 | —               | The Second Last Love OST | Sujeong và Baby Soul                  |
| "Y"                                                                                     | 2016 | —               | -                        | Kei & MyunDo (feat. BUMZU)            |
| "Beautiful"                                                                             | 2016 | —               | -                        | Kei & The Solutions                   |
| "—" biểu thị phát hành không có trong bảng xếp hạng hoặc không phát hành trong vùng đó. |      |                 |                          |                                       |

## Concert
- 1st Lovelyz Fanmeeting - Mini Concert "Lovely Day" (2015)
- 1st concert - Lovelyz in winterland (13-15/01/2017)
- Summer Concert "ALWAYZ" 29 & 30/7/2017
- 2nd concert - Lovelyz in winterland 3 (2-4/02/2018)

## Điện ảnh

### Truyền hình
| Năm  | Chương trình | Tiêu đề                | Thành viên | Ghi chú              |
| ---- | ------------ | ---------------------- | ---------- | -------------------- |
| 2016 | Naver TVCast | Matching! Boys Archery | Kei        | Web drama; lead role |
| 2016 | TBA          | I Am A Job Applicant!  | Mi Joo     | Web drama; lead role |

### Series thực tế
| Năm  | Chương trình | Tiêu đề                                       | Thành viên | Ghi chú                     |
| ---- | ------------ | --------------------------------------------- | ---------- | --------------------------- |
| 2016 | SBS MTV      | 이상한나라의 러블리즈 (Lovelyz in Wonderland) | All        | Lovelyz' first variety show |
| 2017 | Naver TV     | Lovelyz Love Canada                           | All        |                             |

### Chương trình truyền hình thực tế
| Năm  | Chương trình | Tiêu đề                                | Thành viên                   | Ghi chú                                 |
| ---- | ------------ | -------------------------------------- | ---------------------------- | --------------------------------------- |
| 2012 | KBS2         | Immortal Songs                         | Baby Soul                    | with INFINITE Sungkyu and Dongwoo       |
| 2012 | SBS          | Running Man                            | Jiae                         | Episode 98                              |
| 2014 | Arirang TV   | Pops in Seoul                          | All                          | "Candy Jelly Love" episode              |
| 2014 | KBS2         | Dignity of a Full House of Family      | Sujeong                      |                                         |
| 2014 | MBC          | 2014 Idol Star Athletics Championships | All                          |                                         |
| 2014 | Mnet         | Moon HeeJun Pure 15+                   | Jiae, Sujeong                |                                         |
| 2015 | KBS2         | Let's Go! Dream Team Season 2          | Jiae                         |                                         |
| 2015 | SBS MTV      | Best of the Best                       | Sujeong                      | 4 special episodes with Bangtan Boys' V |
| 2015 | Arirang TV   | Pops in Seoul                          | All                          | "Hi~" episode                           |
| 2015 | Arirang TV   | After School Club                      | All                          | Episode 152                             |
| 2015 | MBC Every1   | Weekly Idol                            | All                          | Episode 190                             |
| 2015 | MBC          | Show! Music Core                       | Sujeong                      | Special MC                              |
| 2015 | Mnet         | Yaman TV Episode 14                    | All                          | Guest with Red Velvet                   |
| 2015 | MBC Every1   | Shin Dong Yup’s Bachelor Party         | All                          | Guest with Eunhyuk                      |
| 2015 | KBS2         | MV Stardust Bank                       | Baby Soul                    | Guest MC                                |
| 2015 | Mnet         | Yaman TV Episode 20                    | Mijoo & Yein                 | "Camping Trip" episode                  |
| 2015 | KBS          | A Song For You 4                       | All                          | Episode 9                               |
| 2015 | MBC Every1   | Weekly Idol                            | All                          | Episode 219                             |
| 2015 | KBS World    | Hello Counselor                        | Kei, Yein                    | Episode 245                             |
| 2015 | KBS2         | You Hee-yeol's Sketchbook              | All                          |                                         |
| 2015 | MBC          | My Little Television                   | Kei, Sujeong                 | Episode 29 & 30                         |
| 2015 | MBC Every1   | Weekly Idol                            | Kei, Sujeong, Jisoo          | Christmas Special                       |
| 2015 | JTBC         | Two Yoo Project: Sugar Man             | Kei, Sujeong, Jin, Mijoo     | Guest with Twice                        |
| 2015 | KBS2         | Vitamin                                | Baby Soul, Jisoo, Yein, Jiae |                                         |
| 2015 | SBS          | Baek Jong-won's Three Great Emperors   | All                          |                                         |
| 2016 | MBC Every1   | Weekly Idol                            | All                          | With Special MC Sunny                   |
| 2016 | Arirang TV   | After School Club                      | All                          | Episode 194                             |
| 2016 | MBC          | 2016 Idol Star Athletics Championships | All                          |                                         |
| 2016 | SBS          | The Boss is Watching                   | All                          | Lunar New Year Special                  |
| 2016 | Pikicast     | Attack on Fan's Heart                  | All                          |                                         |
| 2016 | SBS          | Fantastic Duo                          | Kei &Sujeong                 | Pilot                                   |
| 2016 | Mnet         | We Kid                                 | Yein                         | Episode2                                |
| 2016 | MBC          | People of Full Capacity                | Kei                          | with Twice's Momo                       |
| 2016 | KBS2         | Best Man                               | Kei                          |                                         |
| 2016 | MBC Every1   | Weekly Idol                            | All                          | Episode 250                             |
| 2016 | SBS          | Inkigayo                               | Kei & Mijoo                  | Special MC with BTS' Jin & Rap Monster  |
| 2016 | MBC          | My Little Television                   | Kei                          | Episode 57 & 58                         |
| 2016 | SBS          | God's voice                            | Kei & Mijoo                  | Episode 12                              |
| 2016 | MBC          | Real Men                               | All                          | Episode 166                             |
| 2016 | KBS2         | Talents for Sale                       | Baby Soul & Jin              | Episode 11 & 12                         |
| 2016 | tvN          | Problematic Men                        | All                          | Episode 69                              |
| 2016 | JTBC         | Girl Spirit                            | Kei                          | Contestant                              |
| 2016 | JTBC         | Knowing Bros                           | All                          | Episode 34                              |
| 2016 | KBS          | Immortal Songs                         | All                          | July 30th                               |
| 2016 | MBC          | Real Men                               | Jisoo                        | Special Episode                         |
| 2016 | SBS          | Running Man                            | Mijoo                        | Episode 313                             |
| 2016 | JTBC         | Girl Spirit                            | Sujeong & Yein               | Episode 6                               |
| 2016 | Mnet         | Hit The Stage                          | Mijoo                        | Episode 7                               |
| 2016 | MBC          | 2016 Idol Star Athletics Championships | All                          |                                         |
| 2016 | MBC          | Idol Chef King                         | All                          | Chuseok Special                         |
| 2016 | KBS          | Immortal Songs 2                       | All                          | September 24                            |
| 2016 | KBS          | Golden Bell                            | All                          |                                         |
| 2016 | JTBC         | Girl Spirit                            | All                          | Guest audience                          |
| 2017 | Onstyle      | Get It Beauty                          | Jisoo & Kei                  |                                         |
| 2017 | MBCEvery1    | Weekly idol                            | All                          | Episode 292                             |
| 2017 | Channel A    | Singderella                            | All                          | Episode 16                              |
| 2017 | KBS world    | Hello Counselor                        | Mijoo & Sujeong              |                                         |
| 2017 | KBS2         | Yoo Hee Yeol's Sketchbook              | All                          |                                         |
| 2017 | KBS2         | Music Bank                             | Jisso & Mijoo                | Special MC                              |
| 2017 | Mnet         | New Yang Nam Show                      | All                          | Episode 7                               |
|      | KBS          | Immortal Song                          | All                          |                                         |

### MV ca nhạc
| Năm  | Tiêu đề                                   | Ghi chú                                       | Sáng tác               |
| ---- | ----------------------------------------- | --------------------------------------------- | ---------------------- |
| 2011 | "Stranger"                                | Babysoul feat. Wheesung                       | Hong Won-ki (Zanybros) |
| 2012 | "She's a Flirt"                           | Babysoul & Yoo Ji Ah feat. Infinite's Dongwoo |                        |
| 2013 | "Delight"                                 | Jiae Solo                                     |                        |
| 2013 | "Gone"                                    | Jin Solo                                      |                        |
| 2014 | "Goodnight Like Yesterday"                | cameo appearance by Infinite's Sungkyu        | Digipedi               |
| 2014 | "Candy Jelly Love"                        |                                               | Digipedi               |
| 2014 | "Candy Jelly Love" (Choreography Version) |                                               | Digipedi               |
| 2015 | "Hi~"                                     |                                               | Digipedi               |
| 2015 | "Hi~" (Choreography Version)              |                                               | Digipedi               |
| 2015 | "Shooting Star"                           |                                               | Digipedi               |
| 2015 | "Ah-Choo"                                 | cameo appearance by Infinite's Hoya           | Digipedi               |
| 2015 | "For You"                                 |                                               | Digipedi               |
| 2016 | "Destiny"                                 |                                               | Digipedi               |
| 2016 | "Destiny" (Choreography Version)          |                                               | Digipedi               |
| 2017 | "Wow"                                     |                                               |                        |
| 2017 | "Wow" (Dance Practice)                    |                                               |                        |
| 2017 | "Now, we"                                 | cameo appearance by Golden Child Bomin        |                        |
| 2017 | "Now, we" (Pijama Version)                |                                               |                        |

## Giải thưởng

### MelOn Music Awards
| Năm  | Đề cử   | Giải thưởng    | Kết quả |
| ---- | ------- | -------------- | ------- |
| 2015 | Lovelyz | Newcomer Award | Đề cử   |

### Mnet Asian Music Awards
| Năm  | Đề cử   | Giải thưởng                 | Kết quả |
| ---- | ------- | --------------------------- | ------- |
| 2015 | Lovelyz | Best New Female Artist      | Đề cử   |
| 2015 | Lovelyz | UnionPay Artist of the Year | Đề cử   |

### Korea Culture & Entertainment Awards
| Năm  | Đề cử   | Giải thưởng          | Kết quả   |
| ---- | ------- | -------------------- | --------- |
| 2015 | Lovelyz | K-POP Top 10 Artists | Đoạt giải |

### Golden Disk Awards
| Năm  | Đề cử   | Giải thưởng      | Kết quả |
| ---- | ------- | ---------------- | ------- |
| 2016 | Lovelyz | New Artist Award | Đề cử   |

### Seoul Music Awards
| Năm  | Đề cử   | Giải thưởng          | Kết quả |
| ---- | ------- | -------------------- | ------- |
| 2015 | Lovelyz | New Artist Award     | Đề cử   |
| 2016 | Lovelyz | Bonsang Award        | Đề cử   |
| 2016 | Lovelyz | Popularity Award     | Đề cử   |
| 2016 | Lovelyz | Hallyu Special Award | Đề cử   |

### MBC MusicShow ChampionAwards
| Năm  | Đề cử   | Giải thưởng                | Kết quả |
| ---- | ------- | -------------------------- | ------- |
| 2015 | Lovelyz | Best Audience Rating Stage | Đề cử   |